# Ministers Island
Ministers Island är en ö i Kanada.   Den ligger i countyt Charlotte County och provinsen New Brunswick, i den sydöstra delen av landet, 700 km öster om huvudstaden Ottawa. Arean är 2,8 kvadratkilometer.
Terrängen på Ministers Island är platt. Öns högsta punkt är 49 meter över havet. Den sträcker sig 2,5 kilometer i nord-sydlig riktning, och 1,5 kilometer i öst-västlig riktning.